# Стасюк Наталія Вікторівна
Наталія Вікторівна Стасюк (нар. 21 січня 1969) — радянська та білоруська веслувальниця, бронзова призерка Олімпійських ігор 1996 року, призерка чемпіонатів світу. Заслужений майстер спорту Республіки Білорусь з академічного веслування.

## Біографія
Наталія Стасюк народилася 21 січня 1969 року в селищі міського типу Копаткевичі, Гомельської області. Академічним веслуванням почала займатися з дитинства. Підготовку проходила в гомельській спеціалізованій школі олімпійського резерву № 4 і в гомельському державному училищі олімпійського резерву.
Побилася в національну збірну СРСР та в 1987 році виступила на молодіжному чемпіонаті світу, де стала срібною призеркою в перегонах вісімок. У 1991 році на дорослому чемпіонаті світу також стала срібною призеркою, також виступаючи в складі човна-вісімки з рульовою. Наталії Стасюк вдалося виступити в складі Об'єднаної команди на Олімпійські ігри 1992 року. Там вона посіла четверте місце в перегонах розпашних човнів-вісімок, поступившись збірним Канади, Румунії та Німеччини.
Після остаточного розпаду Радянського Союзу почала виступати за збірну Білорусі. Вона брала участь в перегонах човнів-вісімок та безрульних човнів-четвірок. У 1995 році вона виграла свою першу та єдину медаль чемпіонатів світу в складі Білорусі, ставши бронзовою призеркою в човнах-четвірках. Будучи одним із лідерів команди, Стасюк представила Білорусь на Олімпійських іграх 1996 року, що проходили в Атланті. Спортсменка знову виступила у складі розпашного екіпажу-вісімки. Окрім неї, учасниками екіпажу були: Олена Микулич, Тамара Самохвалова, Наталія Волчек, Марина Знак, Валентина Скрабатун, Наталія Лавриненко, Олександра Панкіна та рульова Ярослава Павлович. У фіналі цей екіпаж поступився збірним Румунії та Канади, ставши бронзовими призерами. За це досягнення спортсменка була нагородженна званням Заслуженого майстра спорту Республіки Білорусь.
Протягом наступних років продовжувала змагатися на різних турнірах, однак добитися вагомих результатів спортсменці більше не вдалося. У 2000 році, під час тренувальних зборів у Бресті, здала позитивну допінг пробу. У її крові були виявлені сліди анаболіка метилтестостерону. Рішенням Міжнародної федерації веслувального спорту була пожиттєво дискваліфікована від змагань. На цьому спортивна кар'єра спортсменки завершилася.
Закінчила Гомельський державний університет, факультет фізичної культури.

## Виступи на Олімпіадах
| Олімпіада      | Дисципліна | Місце |
| -------------- | ---------- | ----- |
| Барселона 1992 | вісімки    | 4     |
| Атланта 1996   | вісімки    | 3     |